# Arcturus longispinis
Arcturus longispinis is een pissebed uit de familie Arcturidae. De wetenschappelijke naam van de soort is voor het eerst geldig gepubliceerd in 1898 door Benedict.